# Mesquita Kocatepe
A Mesquita Kocatepe é a maior mesquita de Ancara, capital da Turquia. Foi construída entre 1967 e 1987 no bairro de Kocatepe, em Kızılay, e o seu tamanho e posicionamento tornam-na um monumento visível por quase todo o centro da cidade.

## Estilo
A mesquita é do estilo otomano neoclássico, estando inspirada na mesquita de Selim e na Sehzade e na Mesquita Azul.

## Galeria

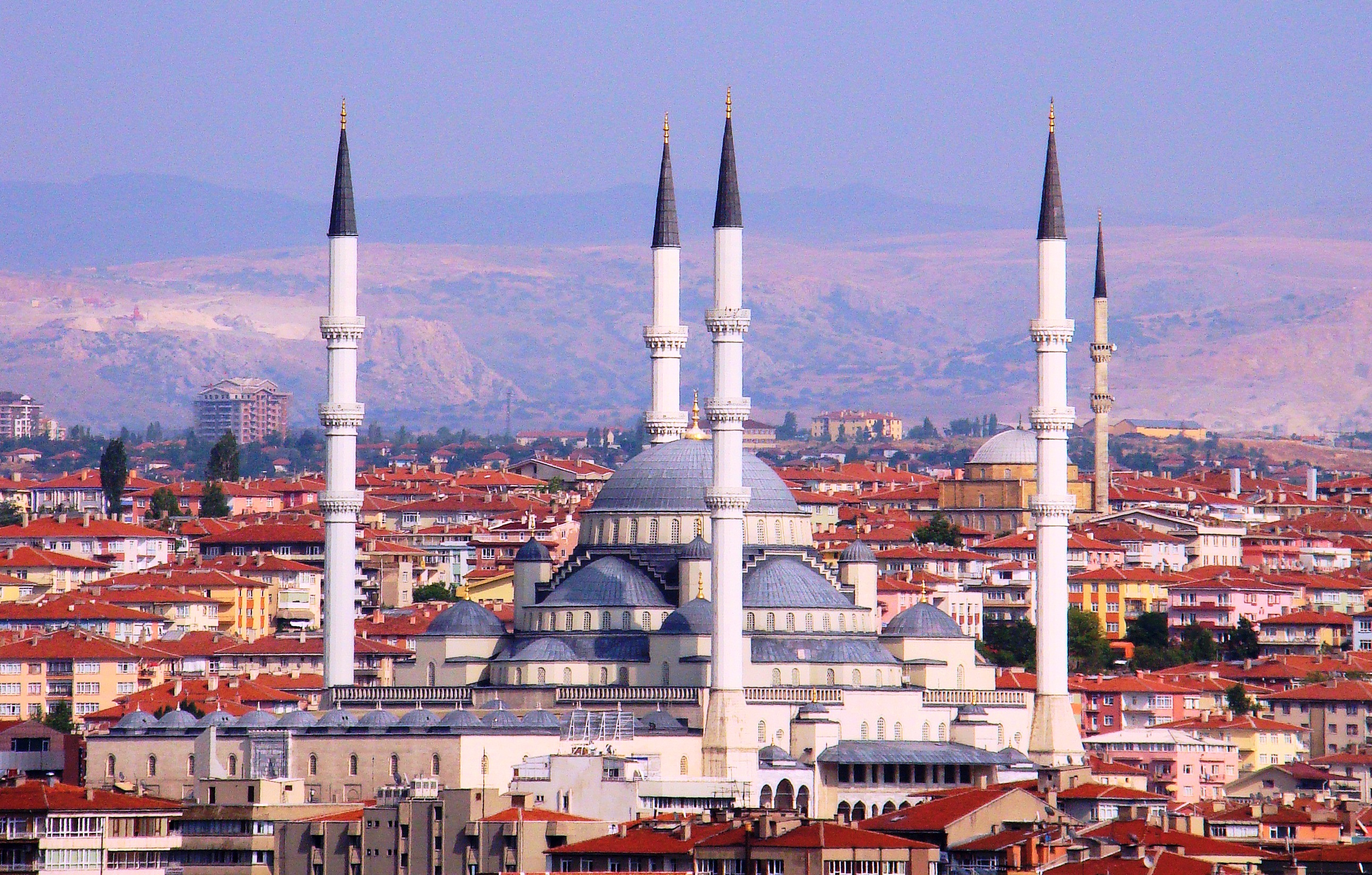
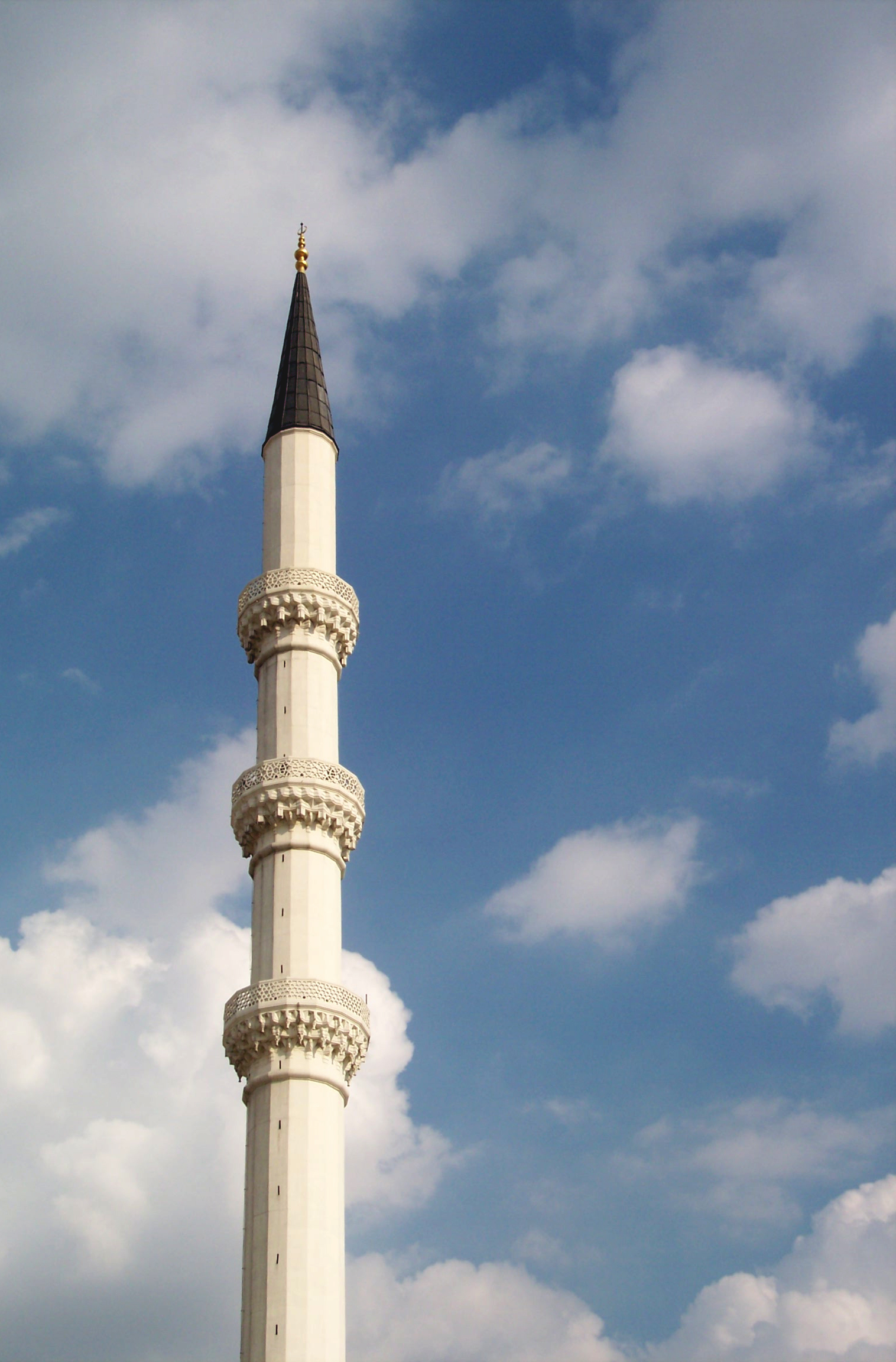
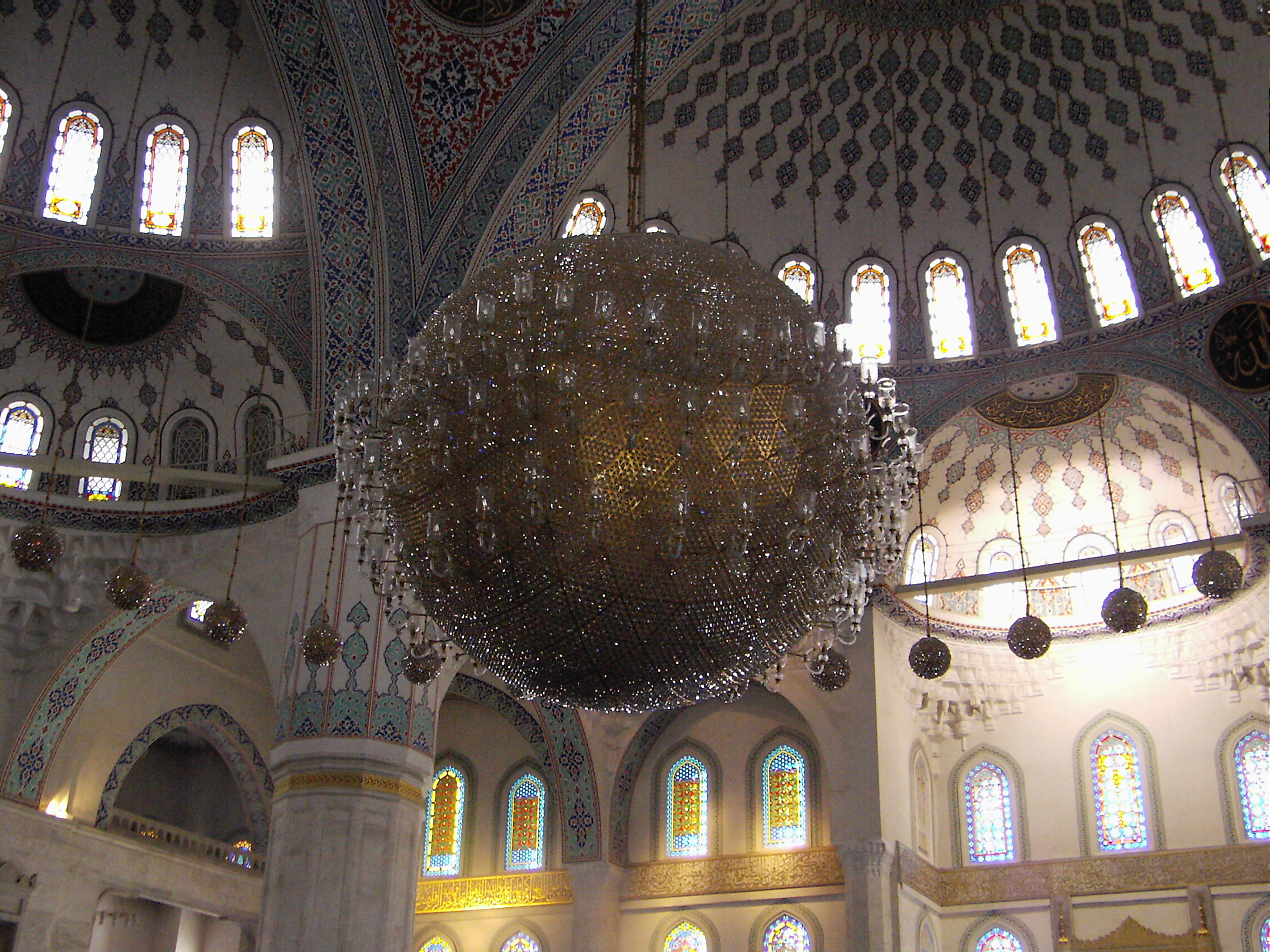
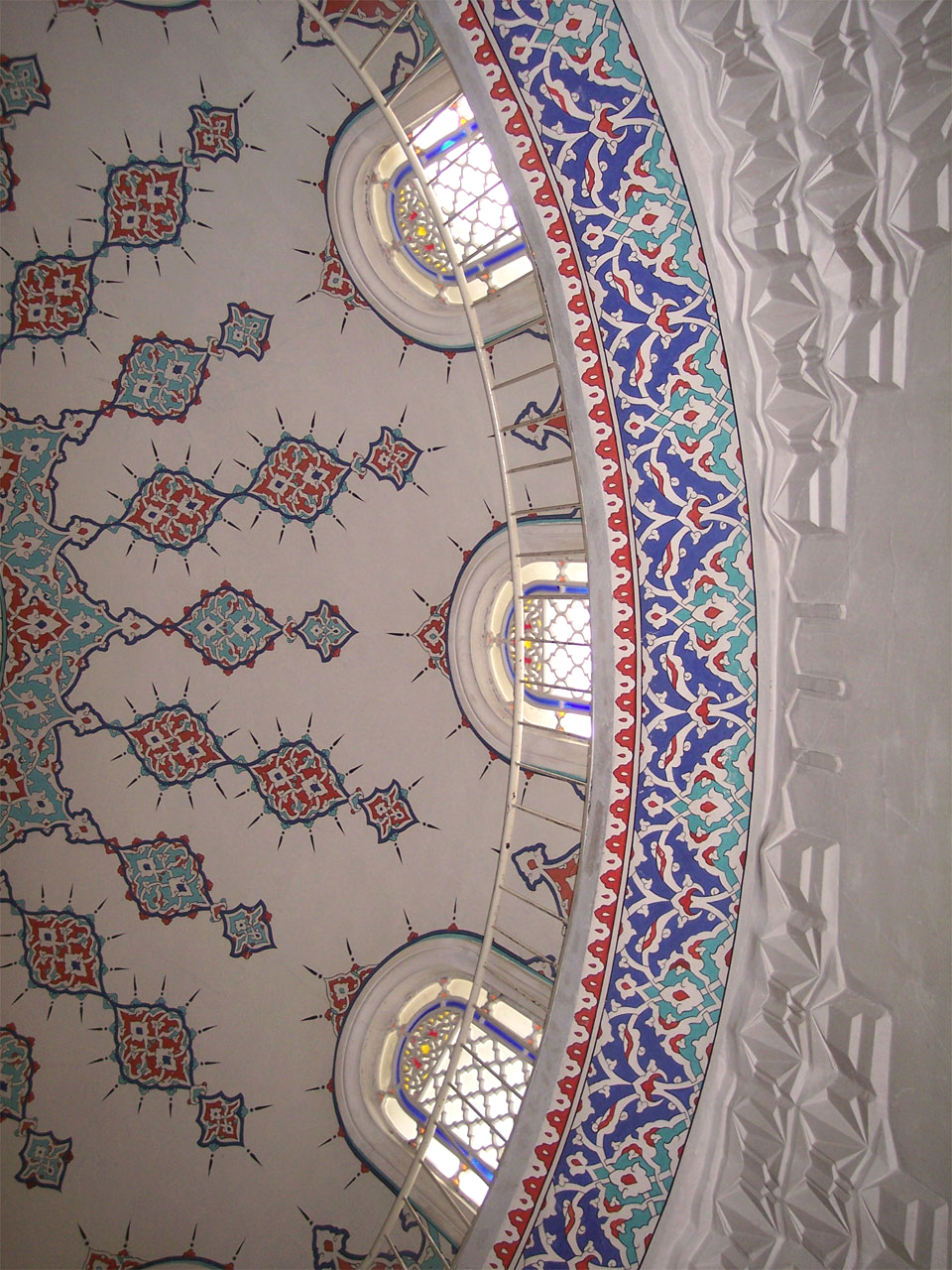
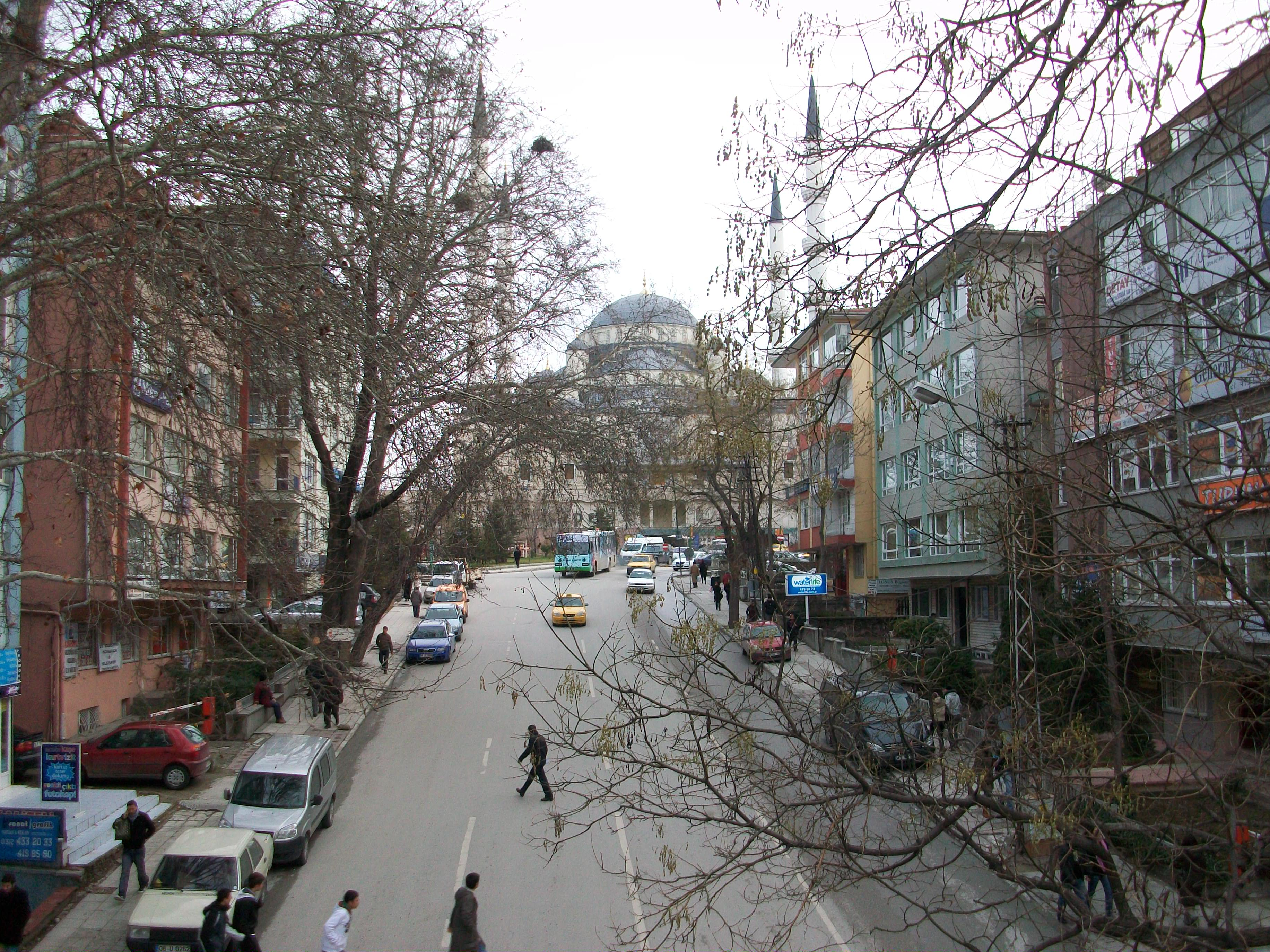
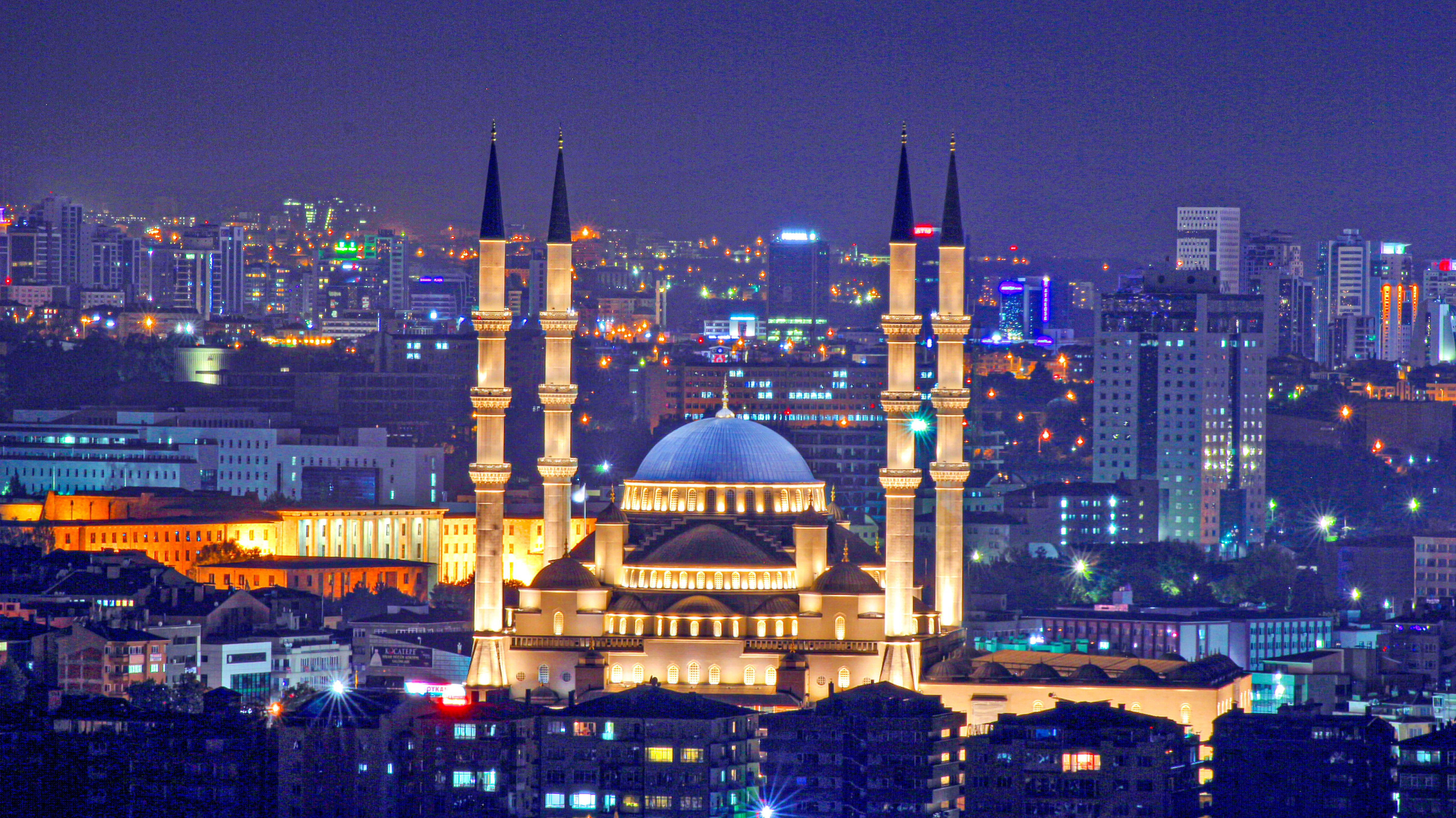
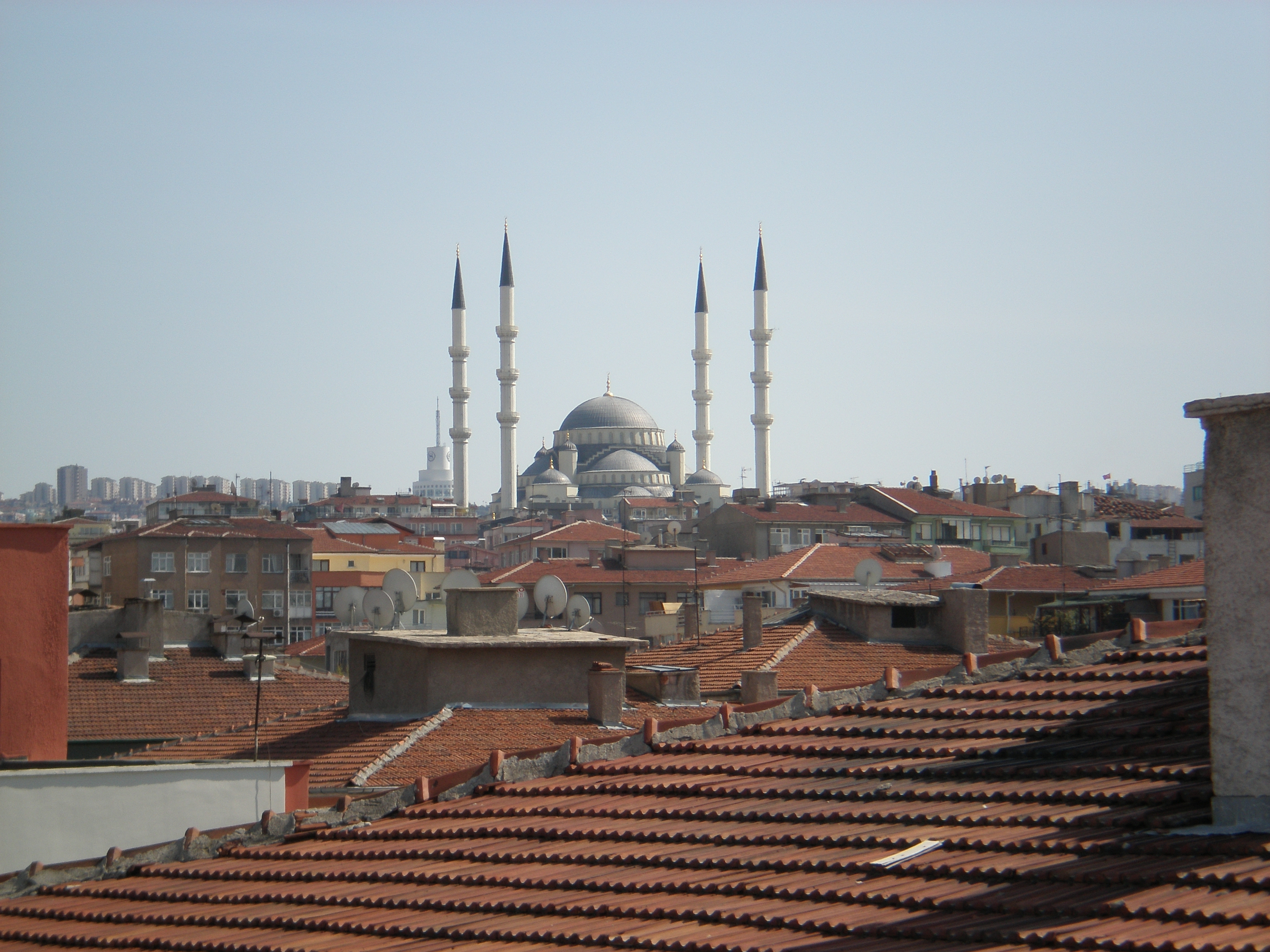
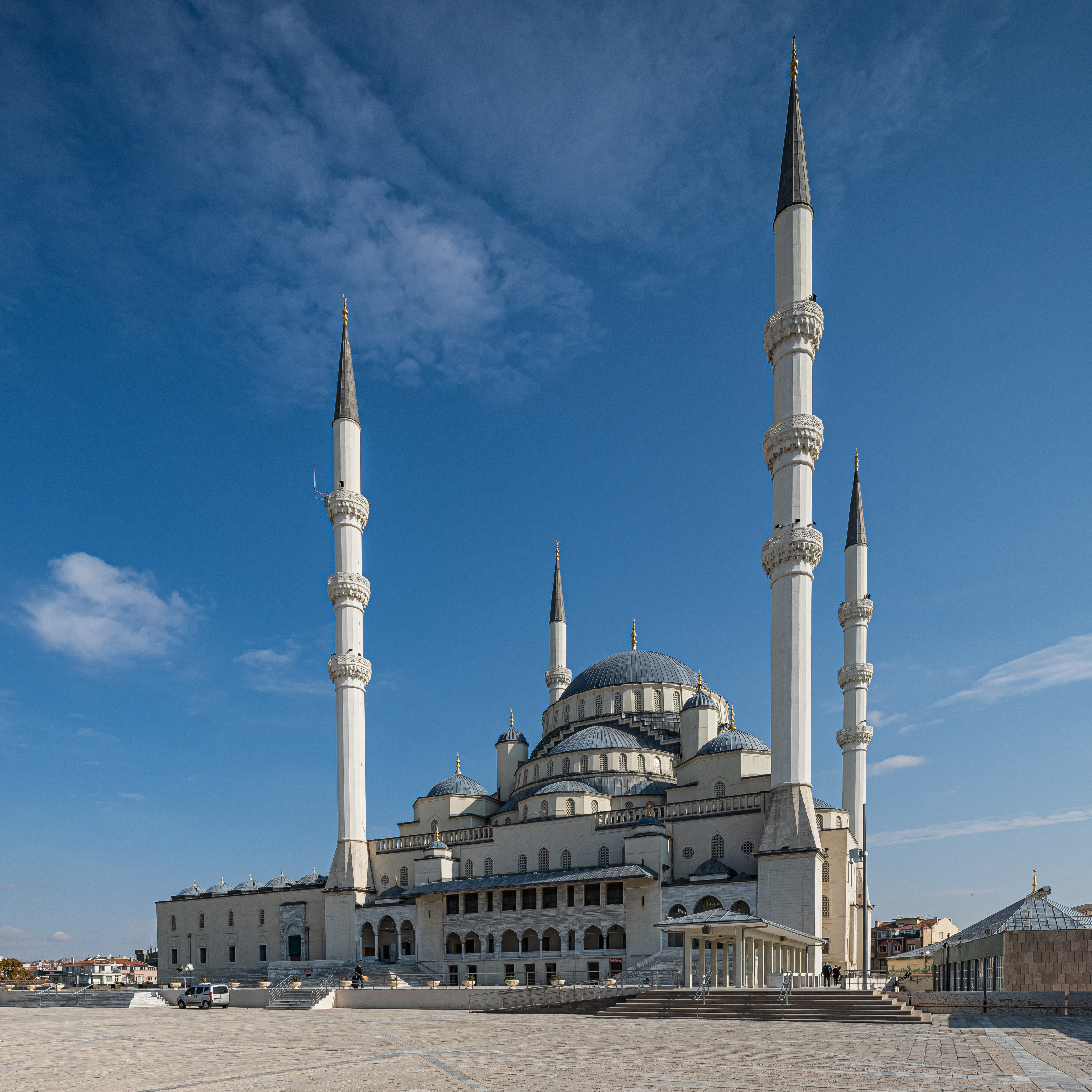
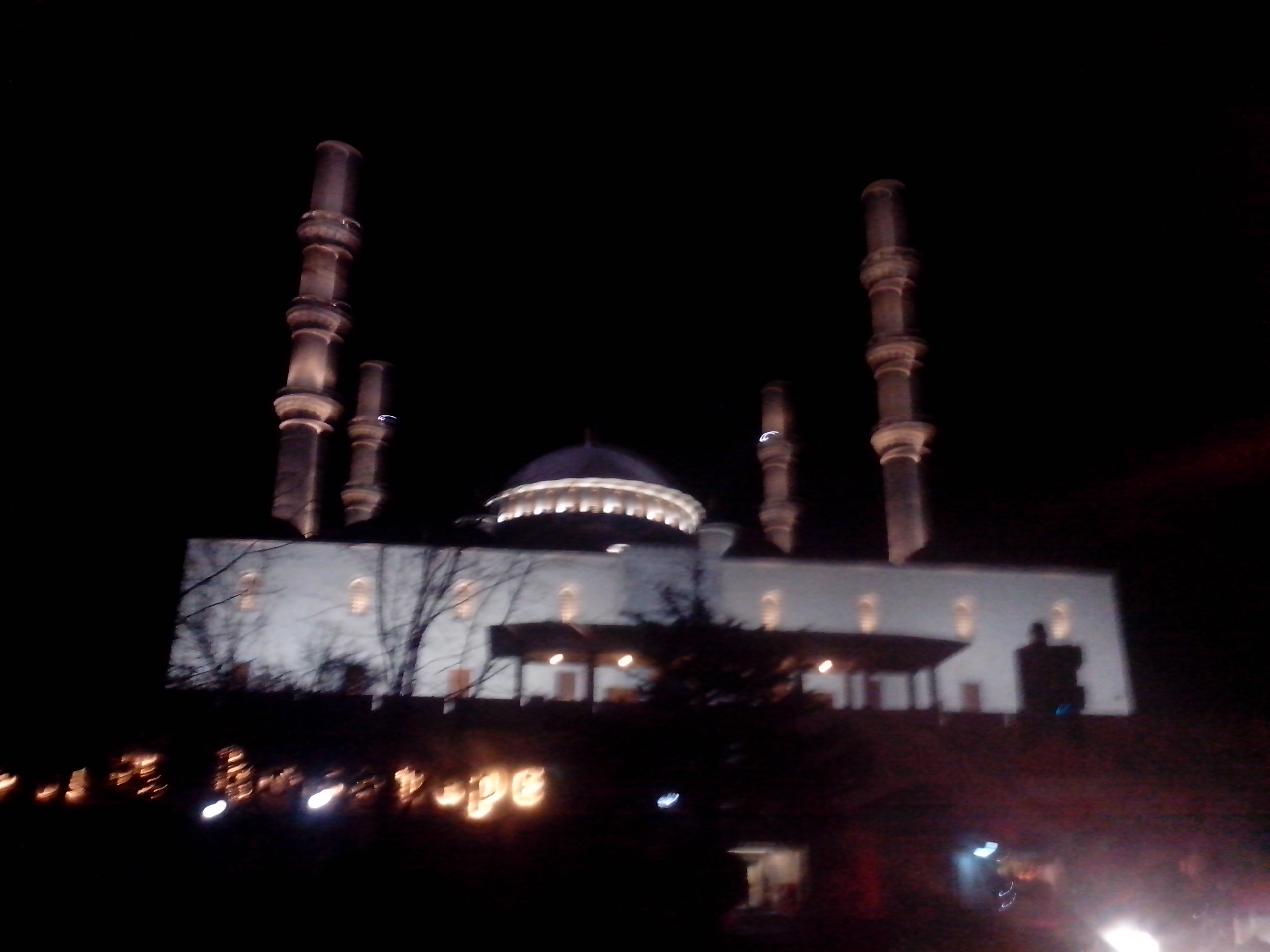